# Nikola Weisse
Nikola Weisse (* 6. Januar 1941 in Belgard) ist eine deutsch-schweizerische Theater- und Filmschauspielerin und Regisseurin.

## Werdegang
Nikola Weisse wurde 1941 in Belgard/Pommern (heute Polen) als fünftes von sechs Kindern eines Buchhändlers und einer Lehrerin geboren. 1945 musste ihre Familie aus Belgard fliehen und gelangte nach Lutherstadt Eisleben, wo sie auch eingeschult wurde. 1952, mit Beginn der schrittweisen Übernahme des stalinistisch geprägten sowjetischen Gesellschaftsmodells in der DDR, floh die Familie erneut, diesmal nach Hagen (Westfalen), wo Nikola Weisse 1961 das Abitur ablegte.
Von 1961 bis 1963 absolvierte sie ihre Ausbildung zur Schauspielerin an der Westfälischen Schauspielschule Bochum; sie gehörte hiermit zum Wiedereröffnungsjahrgang nach dem Krieg. 1963 gab sie ihr Debüt als Eve in Der zerbrochne Krug am Theater in der Josefstadt, Wien. Es folgten Engagements am Theater am Neumarkt Zürich, am Theater am Goetheplatz Bremen, am Niedersächsischen Staatstheater Hannover, an der Schaubühne am Lehniner Platz Berlin, am Theater Basel, Schauspielhaus Bochum und am Schauspielhaus Zürich.
Als Regisseurin inszenierte sie Bambule nach Ulrike Meinhof am Theater Bremen, Der blaue Boll von Ernst Barlach am Stadttheater Münster, Zerstören sagt sie von Marguerite Duras am Theater am Neumarkt Zürich. Ihre Inszenierung Der Messias von Patrick Barlow, die im Dezember 1988 in der Komödie des Theater Basel Premiere hatte, erhielt gute Kritiken. In der Basler Zeitung hieß es, die Aufführung sei „Chaostheater [mit dem] Glanz der Perfektion“, und ähnlich im Blick: „Theaterschmiere in höchster Perfektion“. Die seinerzeit noch selbstständige Zeitung Nordschweiz bescheinigte der Regisseurin akribisches Textstudium, denn „[d]a wurde auf Nuancen und Details geachtet, die wichtig sind, um Akzente zu verstärken“. Die Inszenierung wurde nach 20 Jahren wieder in Basel gezeigt.
Als Schauspielerin arbeitete sie unter anderem mit Horst Zankl, Jürgen Flimm, Frank-Patrick Steckel, Jürgen Gosch, Herbert Wernicke, Werner Düggelin, Francois Michel Pesenti, Christoph Marthaler, Stefan Pucher, Falk Richter, Anna Viebrock und Elias Perrig.
Ihre Theaterrollen waren zum Beispiel Gertrud, Königin von Dänemark in Hamlet (William Shakespeare), nach Eve auch Martha Ruff im Zerbrochnen Krug (Heinrich von Kleist), Daja in Nathan der Weise (Gotthold Ephraim Lessing), mal Dorine, mal Madame Pernelle in Tartuffe (Molière), Mascha in Die Möwe (Anton Tschechow), die Mutter in Cyankali (Friedrich Wolf), Frau Dr. Mathilde von Zahnd in Die Physiker (Friedrich Dürrenmatt) und Mrs. Smith in der Kahlen Sängerin (Eugène Ionesco).
Ein besonderes Projekt war Anfang der 1980er Jahre das Ein-Personen-Stück Monolog einer Frau, das kein literarischer Text ist, sondern auf einem authentischen Interview mit einer wegen Kindesmisshandlung verurteilten Frau beruht. Es offenbaren sich darin Mutterliebe ebenso wie Überforderung einer Alleinerziehenden in ökonomischer Notlage. Ursprünglich am Theater Bremen aufgeführt, kam es auch an die Berliner Schaubühne. Den Zuschauern wurde im Anschluss jeweils eine Diskussion angeboten. Der Rezensent des Tagesspiegels konstatierte bei Weisse in der Darstellungsart eine anverwandelnde Einfühlungsgabe und in der Diskussion eine illusionslose Nüchternheit. Die B.Z. (West-Berlin) meinte: „Eine große, eine erschütternde Leistung.“ Das Volksblatt Berlin lobte die eindringliche Nachzeichnung eines realen Lebensweges, hielt jedoch „manche szenische Verdeutlichung“ für „überflüssig“.
Nikola Weisse spielte auch in verschiedenen Filmen, angefangen 1972 mit einer kleinen Rolle in Der Fall. 1974 spielte sie die minderbemittelte Gehilfin des von Klaus Kinski verkörperten Bösewichts in Jack the Ripper, dann unter anderem in Der Gehülfe von Thomas Koerfer, in Der schwarze Tanner von Xavier Koller und als Sophie Barth in der Schweizer Krimireihe Wilder.
Mit Soloprogrammen und Eigenproduktionen war Nikola Weisse mehrere Jahre unterwegs: Das letzte Tor nach dem Roman Nacht der Unschuld von Tahar Ben Jelloun, Madame Thérèse nach dem gleichnamigen Roman von Blaise Cendrars, Anissija, die Lebensgeschichte einer russischen Bäuerin, herausgegeben von Leo Tolstoj.
2014 erhielt sie den Schweizer Theaterpreis „Herausragende Schauspielerin“ für ihre Lebensleistung.
Weisse spielt momentan in Christoph Marthalers King Size und Das Weisse vom Ei – Une île flottante. 2017 spielte sie am Schauspielhaus Zürich in Onkel Wanja (Anton Tschechow) und am Stadttheater Bern die Titelrolle in Friedrich Dürrenmatts Der Besuch der alten Dame. Zurück ans Schauspielhaus Zürich führte sie Marthalers Mir nämeds uf öis.

## Auszeichnungen
2014 erhielt Weisse den Schweizer Theaterpreis. 2016 war sie beim Portsmouth Film Festival für ihren Auftritt im Kurzfilm Scrabble als beste Schauspielerin nominiert worden, diese Auszeichnung wurde ihr dann beim Visioni Corte International Short Film Festival im italienischen Gaeta zuteil.

## Filmografie
- 1972: Der Fall
- 1972: Fegefeuer in Ingolstadt (nach dem gleichnamigen Theaterstück von Marieluise Fleißer)
- 1974: Jack the Ripper – Der Dirnenmörder von London
- 1976: Der Gehülfe (nach dem gleichnamigen Buch von Robert Walser)
- 1978: Alzire oder der neue Kontinent
- 1984: Ich, Christian Hahn (Fernsehserie SWF, Regie: Detlef Rönfeldt)
- 1984: Schalltot
- 1986: Der schwarze Tanner (nach dem gleichnamigen Buch von Meinrad Inglin)
- 1992: Flugs
- 1993: Das letzte Siegel
- 1996: Marthas Garten
- 2000: Das Mädchen aus der Fremde (auch: Neda)
- 2004: Alles wegen Hulk
- 2004: Tod einer Ärztin
- 2006: Aus dem Nichts
- 2007: Wieder ein Tag (Kurzfilm)
- 2007: Spuren und Zeichen (Kurzfilm)
- 2008: Tour retour (Kurzfilm)
- 2009: Nilou (Kurzfilm)
- 2013: Scrabble (Kurzfilm nach der Kurzgeschichte Death by Scrabble von Charly Fish)
- 2020: Wilder (Fernsehserie)